# Mistrzostwa Świata w Łyżwiarstwie Szybkim w Wieloboju Kobiet 1948
6. mistrzostwa świata w łyżwiarstwie szybkim w wieloboju kobiet odbyły się w dniach 13–14 lutego 1948 roku w fińskim Turku. Łyżwiarki startowały na czterech dystansach: 500 m, 1000 m, 3000 m, 5000 m. Zwyciężczynią zostawała zawodniczka, która wygrała trzy z czterech dystansów lub uzyskała najniższą sumę punktów. Mistrzynią świata została reprezentująca ZSRR Marija Isakowa. Do biegu na 5000 m awansowało tylko dziesięć najlepszych łyżwiarek po trzech dystansach. W mistrzostwach wzięło udział dwanaście zawodniczek.

## Wyniki zawodów
| Miejsce | Zawodniczka           | Państwo        | 500m        | 3000m       | 1000m       | 5000m        | Pkt     |
| ------- | --------------------- | -------------- | ----------- | ----------- | ----------- | ------------ | ------- |
|         | Marija Isakowa        | ZSRR           | 50,2 (2)    | 5.34,9 (1)  | 1.42,8 (1)  | 9.49,8 (3)   | 216,397 |
|         | Lidija Sielichowa     | ZSRR           | 49,7 (1)    | 5.54,7 (6)  | 1.45,3 (2)  | 10.10,9 (7)  | 222,557 |
|         | Zoja Chołszczewnikowa | ZSRR           | 50,7 (3)    | 5.51,5 (4)  | 1.48,2 (4)  | 9.59,6 (4)   | 223,343 |
| 4       | Randi Thorvaldsen     | Norwegia       | 51,4 (4)    | 5.55,3 (7)  | 1.45,5 (3)  | 10.07,8 (6)  | 224,147 |
| 5       | Eevi Huttunen         | Finlandia      | 52,7 (6)    | 5.48,8 (3)  | 1.50,4 (6)  | 9.49,6 (2)   | 224,493 |
| 6       | Verné Lesche          | Finlandia      | 51,7 (5)    | 5.38,5 (2)  | 1.57,9 (8)  | 9.39,5 (1)   | 225,017 |
| 7       | Tatjana Karielina     | ZSRR           | 52,7 (6)    | 5.53,0 (5)  | 1.49,8 (5)  | 10.01,1 (5)  | 226,543 |
| 8       | Drahuna Vorkurková    | Czechosłowacja | 54,7 (8)    | 6.18,6 (8)  | 1.56,1 (7)  | 10.55,3 (8)  | 241,380 |
| 9       | Margit Laakso         | Norwegia       | 54,8 (9)    | 6.30,0 (9)  | 1.59,6 (9)  | 11.11,4 (9)  | 246,740 |
| 10      | Ulla Larsson          | Szwecja        | 58,0 (10)   | 6.55,7 (11) | 2.07,1 (11) | 11.56,2 (11) | 262,453 |
| 11      | Marcela Kloudová      | Czechosłowacja | 1.08,6 (12) | 6.40,7 (10) | 2.04,9 (10) | 11.22,6 (10) | 266,093 |
| 12      | Toini Nieminen        | Finlandia      | 1.02,8 (11) | 7.29,6 (12) | 2.14,4 (12) | 12.54,8 (12) | 282,413 |